# 답케

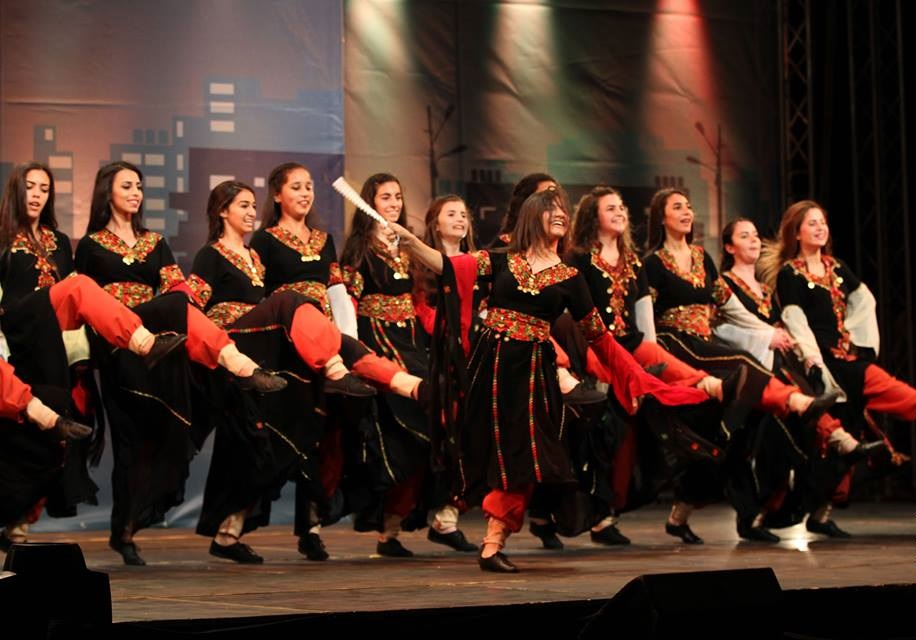
전통적인 답케를 추는 팔레스타인 소녀들의 모습

답케 또는 답카(아랍어: دبكة)는 레반트 지방의 전통적인 민속 춤이다. 서클 댄스와 라인 댄스를 결합한 것이 특징인 답케는 결혼식과 그 외의 즐거운 행사에서 널리 공연된다. 선은 오른쪽에서 왼쪽으로 형성되고 답케의 리더는 관객과 마주 보는 다른 무용가들 사이를 번갈아 가면서 선으로 향한다.

## 어원과 역사

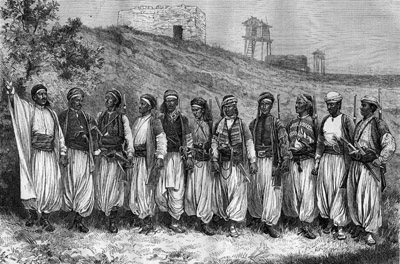
답케를 추는 남자 무용가들의 모습 (1880년 촬영)

답케의 어원은 확실하지 않지만 "발자국" 또는 "소음을 내는 것"을 뜻하는 레반트 아랍어 '다바카'(아랍어: دبكة)에서 유래된 것으로 추정된다. 답케의 동작은 악령을 쫓아내고 어린 식물을 보호하기 위한 농업과 관련된 고대 가나안의 다산 의식에서 비롯된 것으로 추정된다. 레바논의 역사학자인 유세프 이브라힘 야즈베크에 따르면 답케는 페니키아에서 전래되어 수천년이 넘는 역사를 가진 춤이라고 한다.

## 변형
답케는 중동 각지에서 인기가 있으며 팔레스타인, 레바논, 시리아, 이라크, 요르단, 사우디아라비아 북부, 예멘 등에서 다양한 변형을 찾아볼 수 있다. 레반트에는 다음과 같은 답케가 존재한다.
- 하벨 므와데아(아랍어: حبل مودع): 남녀가 공동으로 추는 요르단 양식의 답케이다.[9]
- 알카라디야(아랍어: الكرادية) 또는 알타이야라(아랍어: الطيارة): 요르단에서 가장 유명한 답케의 종류 가운데 하나로서 왼쪽에서 오른쪽으로 둥글게 돌아가는 동작, 빠른 리듬이 특징이다.
- 알타사위야(아랍어: التسعاوية) 또는 알마니야(아랍어: المعانية): 요르단 남부 마안에서 추는 답케이다.
- 알샤라위야(아랍어: الشعراوية): 가장 간단한 형태의 답케 가운데 하나로서 일반적인 답케와 매우 가까운 편이다.
- 알다라지(아랍어: الدرازي): 미즈위즈를 연주하면서 추는 답케로서 요르단, 팔레스타인에서 유명한 편이다.
- 알샤말리야(아랍어: الشمالية): 가장 유명한 답케의 종류 가운데 하나로 여겨진다. 손을 잡고 반원 모양을 만든 남자들이 라우위(아랍어: لويح)를 형성한다. 라우위는 정확성, 특히 즉흥 연주 능력이나 신속성에 능숙한 편으로 여겨진다. 전형적인 답케에서는 음악가가 미즈위즈 또는 야르굴을 이용해서 달 우나 노래를 혼자서 연주하는 것으로 시작하는데 2명의 가수가 음악을 동반한다. 무용가들은 동시에 일어나는 동작과 스텝을 발전시키고 가수들이 그들의 노래를 마치면 라우위는 스스로 춤을 추기 위해 반원 모양을 끊어버린다. 답케의 리더는 남자들의 발걸음이 하나임을 알게 되면 동시에 무용가들에게 속도를 줄이고 반대편(무용가들의 왼발) 앞에서 오른발을 가로지르는 동작을 시작하라고 지시한다. 라우위는 무용가들에게 그들의 기본 리듬을 계속 알려주고 있으며 이때 결혼식이나 행사가 있을 때 다른 손님들도 답케 대열에 합류하게 된다. 이는 결혼식, 할례, 여행자의 귀환, 죄수 석방, 그리고 국경일과 같은 가족의 행복한 축하를 위한 가장 인기 있고 친숙한 형태의 답케이다.
- 알아스카리야(아랍어: العسكرية)
- 알주피야(아랍어: الجوفية)‎: 2가지 그룹으로 나눠서 추는 답케인데 1번째 그룹은 노래를 부르고 2번째 그룹은 요르단 민요로 응답한다.
- 알가와르네(아랍어: الغوارنة) 또는 데이르 알라(아랍어: دير علا): 요르단 계곡에서 파생된 답케로서 가장 빠른 타입을 띤 답케 가운데 하나이다.
- 와하드 우 노스(아랍어: واحد ونص)
- 아부 알란다(아랍어: أبو علنده)
- 알아카바위야(아랍어: العقباوية): 요르단 남부 아카바에서 파생된 답케이다.
- 알람타위야(아랍어: الرمثاوية): 요르단 북부 알람타에서 파생된 답케이다.
- 알사흐자(아랍어: السحجة): 요르단과 팔레스타인에서 인기 있는 답케이다. 팔레스타인 북부와 중부는 알사흐자가 대부분을 차지하며 남부는 앗사미르(아랍어: السامر)와 알다히야(아랍어: الدحية)‎ 2종류로 나뉜다. 앗사미르는 반대쪽 벽에 2주롤 선 남자들을 포함하며 민속 시를 놓고 경쟁한다. 때로는 즉흥적이고 심지어 모욕적인 말을 주고받으며 영리하게 반박하는 경쟁을 벌이기도 한다. 알다히야는 여자의 관심을 끌기 위해 경쟁하는 남자들의 상반된 2개의 벽 사이에서 춤을 추는 전문 무용가가 있고 때로는 여자에게 돈을 주는 같은 종류의 베두인 버전이 존재한다. 알사흐자는 보통 신랑(자파트 알아리스)의 결혼식 전날 밤에 추는데 마을의 남자들 대부분이 참가하고 특히 다른 결혼 축제에 참석하거나 직접 참여하는 남자들이 많다.
- 알하시(아랍어: الحاشي): 여자들만 추는 답케이다.
- 알파라디야(아랍어: الفرّادية): 여자들만 추는 답케이다.
- 알잠마이야(아랍어: الجمّاعية): 여자들만 추는 답케이다.
- 알아디야(아랍어: العادية) 또는 알달루나(아랍어: دبكة الدلعونا)): 팔레스타인, 레바논, 시리아, 요르단 양식의 답케 가운데 가장 쉽고 덜 활동적인 타입으로 여겨진다.[9]

팔레스타인인들 사이에서는 6개의 어구를 가진 샤말리야와 샤라위야, 네모난 어구(4개 또는 8개 정도)를 가진 카라다이야라는 일반적인 형태의 답케 2종류가 있다. 또 다른 유형은 여자들이 특별히 추는 답케 니스와니야(dabke niswaniyah)가 있다. 각 타입의 답케 춤은 그 나름의 상응하는 노래 세트를 가지고 있는데 그 주제는 사랑이 대부분을 차지한다.
답케에는 6가지 주요 유형이 있다.
1. 알샤말리야(아랍어: الشمالية): 가장 유명한 답케의 종류 가운데 하나로 여겨진다. 손을 잡고 반원 모양을 만든 남자들이 라우위(아랍어: لويح)를 형성한다. 라우위는 정확성, 특히 즉흥 연주 능력이나신속성에 능숙한 편으로 여겨진다. 전형적인 답케에서는 음악가가 미즈위즈 또는 야르굴을 이용해서 달 우나 노래를 혼자서 연주하는 것으로 시작하는데 2명의 가수가 음악을 동반한다. 무용가들은 동시에 일어나는 동작과 스텝을 발전시키고 가수들이 그들의 노래를 마치면 라우위는 스스로 춤을 추기 위해 반원 모양을 끊어버린다. 답케의 리더는 남자들의 발걸음이 하나임을 알게 되면 동시에 무용가들에게 속도를 줄이고 반대편(무용가들의 왼발) 앞에서 오른발을 가로지르는 동작을 시작하라고 지시한다. 라우위는 무용가들에게 그들의 기본 리듬을 계속 알려주고 있으며 이때 결혼식이나 행사가 있을 때 다른 손님들도 답케 대열에 합류하게 된다. 이는 결혼식, 할례, 여행자의 귀환, 죄수 석방, 그리고 국경일과 같은 가족의 행복한 축하를 위한 가장 인기 있고 친숙한 형태의 답케이다.
2. 알샤라위야(아랍어: الشعراوية): 남자에게만 한정된 답케로서 튼튼한 발걸음이나 기공이 특징이다. 라우위는 이러한 종류의 답케에서 가장 중요한 요소이다.
3. 알카라디야(아랍어: الكرادية): 동그라미 가운데에 아지프(아랍어: عازف, 플루트 연주자)를 두고 추는 답케로서 라우위가 부족하고 움직임이 느린 것이 특징이다.
4. 알파라(아랍어: الفره): 가장 활동적인 형태의 답케 가운데 하나로서 높은 수준의 신체적인 건강을 요구한다.
5. 알가잘(아랍어: الغزل): 오른발에서 나타나는 3개의 강한 기공이 특징인 답케로서 춤추는 사람들에게는 대개 피곤한 느낌을 준다.
6. 알사흐자(아랍어: السحجة): 요르단과 팔레스타인에서 인기 있는 답케이다. 팔레스타인 북부와 중부는 알사흐자가 대부분을 차지하며 남부는 앗사미르(아랍어: السامر)와 알다히야(아랍어: الدحية)‎ 2종류로 나뉜다. 앗사미르는 반대쪽 벽에 2주롤 선 남자들을 포함하며 민속 시를 놓고 경쟁한다. 때로는 즉흥적이고 심지어 모욕적인 말을 주고받으며 영리하게 반박하는 경쟁을 벌이기도 한다. 알다히야는 여자의 관심을 끌기 위해 경쟁하는 남자들의 상반된 2개의 벽 사이에서 춤을 추는 전문 무용가가 있고 때로는 여자에게 돈을 주는 같은 종류의 베두인 버전이 존재한다. 알사흐자는 보통 신랑(자파트 알아리스)의 결혼식 전날 밤에 추는데 마을의 남자들 대부분이 참가하고 특히 다른 결혼 축제에 참석하거나 직접 참여하는 남자들이 많다.

《옥스퍼드 국제 무용 백과사전》(Oxford International Encyclopedia of Dance)에서는 〈중동〉(Middle East) 장에 다음과 같은 라인 댄스의 종류를 추가로 언급하고 있다.
무르다는 원래 페르시아만에 위치한 아랍 국가에 거주하는 여자들에 의해 공연되었는데 이 지역의 남자들은 연장된 낚시와 진주 채취 탐험을 위해 멀리 떨어져 있었다. 남녀는 작은 발걸음으로 서로를 향해 나아간 뒤 2행으로 구성된 운문을 부르면서 물러나는 2줄의 무용가들이 등장한다. 남녀는 사랑하는 사람들이 없는 것에 대해 크게 탄식한다. 이 지역에서 뱃놀이는 더 이상 경제적으로 중요하지 않지만 여자들은 사교 모임에서 이 춤을 계속해서 춘다.

모로코 아틀라스산맥 고지대에 거주하는 베르베르족이 공연하는 아와시는 남자들의 곡선과 여자들의 곡선이 하나 또는 몇 개씩 포함되며 전체가 남자 드럼 연주자들을 중심으로 원이나 타원을 형성한다. 하나의 줄은 다른 줄이 서로 다른 시에 반응하는 시를 낭송한 다음에 모두 드럼의 박자에 따라 움직인다. 관습적으로 공동체 전체가 참여한다. 공연을 하는 동안에 여자 무용가들은 몸을 매우 똑바로 세우고 집에서 짠 막대를 잡고 스타카토 스텝으로 움직인다. 낭송되는 시는 남자 뿐만 아니라 여자도 작곡한다. 모로코에서 보고된 유사한 춤은 두칼라이다. 하나의 변주곡에서 남녀가 서로 마주보고 어떤 사람이 가장 오래 춤을 출 수 있는지 겨룬다.

## 노래 장르
답케에는 남녀 모두 행사, 노래, 관객에 따라서 부르는 노래 종류가 수없이 많다. 달 우나(아랍어: دلعونا), 알자프라(아랍어: الجفرا), 알다히야(아랍어: الدحية), 자레프 일툴(아랍어: ظريف الطول)과 같은 노래들 가운데 가장 인기 있는 노래는 공연마다 가사가 크게 다를 수 있지만 음악의 기본 리듬은 일관되고 인지도가 있다는 점에서 사실 그 자체로 전체 장르들을 형성한다. 이러한 변주곡은 알라 달 우나, 자프라 등에서와 같이 특정한 가사와 관 계없이 그들의 리듬과 때로는 하나의 구절로 인식되는 이들 노래에서 듣고 녹음된 수백 개의 서정적인 변주곡에서 볼 수 있다. 민요인 답케 음악의 대부분은 마캄 바야티 음악 모드에 있다.

## 악기
답케에 사용되는 고전 아랍 음악의 악기는 강한 감정을 전하는 멜로디가 특징이다. 그 중에서 사용되는 악기로는 우드, 카눈, 다라부카, 다프, 리크 등이 있다.
우드(아랍어: عود)는 류트처럼 무늬가 없는 짧은 목을 가진 반으로 갈라진 배 모양을 띤 악기이다. 2줄씩 이루어진 6개의 층을 갖고 있는데 보통 독수리의 깃털을 다듬은 피크로 연주한다. 이 악기는 깊고 감미로운 소리를 낸다.
미즈위즈(아랍어: مجوز)는 아랍어로 "2배"라는 뜻을 가진 악기로서 레반트 음악에서 매우 인기가 높다. 갈대 클라리넷의 일본으로서 끝 부분에 나온 원형 개구부를 통해 부드럽게 호흡하고 튜브 앞쪽 구멍 위로 손가락을 움직여서 다른 소리를 만들어 내는 역할을 한다. 민자이라는 같은 양식으로 연주하는 열린 갈대 플루트인 미즈위즈와 비슷하다.
타블라(아랍어: طبلة)는 두르바케라고도 알려진 작은 손 드럼이다. 대부분의 타블라는 아름답게 장식되어 있으며 일부는 나무, 타일 또는 뼈로 장식되어 있고 아로새긴 금속이나 근동의 전통적인 문양이 그려져 있다. 타블라는 넓은 목을 가진 꽃병 모양의 북 위에 늘어뜨린 염소 가죽이나 물고기 비늘로 막을 만든 막울림악기이다. 보통 토기나 금속으로 만들어지는데 왼쪽 팔 아래나 다리 사이에 놓고 강한 비트를 위해 가운데를 치고 날카로운 중간 비트를 위해 가장자리를 친다. 비록 오늘날에는 기후 때문에 물고기의 머리가 거의 사용되지 않는다. 정확한 소리를 되찾기 위해서는 머리 부분을 쳐야 한다. 드럼의 막이나 머리 부분은 플라스틱으로 만들어졌다. 가장 흔한 머리 부분은 이집트 알렉산드리아 출신이다.
다프(아랍어: دف) 또는 리크(아랍어: رق)는 탬버린과 비슷한 악기로서 한 쪽에 염소 가죽이나 물고기 비늘로 덮인 둥근 틀로 구성되어 있다. 금속 원반 한 쌍이 동그란 틀에 끼워져 있기 때문에 손으로 부딪힐 때 소리가 울린다. 이 타악기의 소리는 특히 고전 음악의 연주에서 많은 아랍 음악의 리듬을 설정했다.
아굴(아랍어: يرغول)은 종종 가수들과 함께 하는 독주에서 흔히 사용되는 악기로서 야르굴이라고 부르기도 한다. 답케 공연의 시작을 알리는 악기이며 미즈위즈와는 달리 파이프나 리드 가운데 한 곳에 손가락 구멍만 있다.
슈바베(아랍어: شبابة)는 전통적으로 갈대 지팡이로 만든 목관악기이다. 갈대가 없다는 점에서 미즈위즈나 아르굴과는 다른데 그 대신 악사가 악기의 옆구리를 비스듬히 불어서 음색을 낸다. 슈바베는 전통적으로 황야에서 목동들이 연주한다.

## 공연과 경연 대회

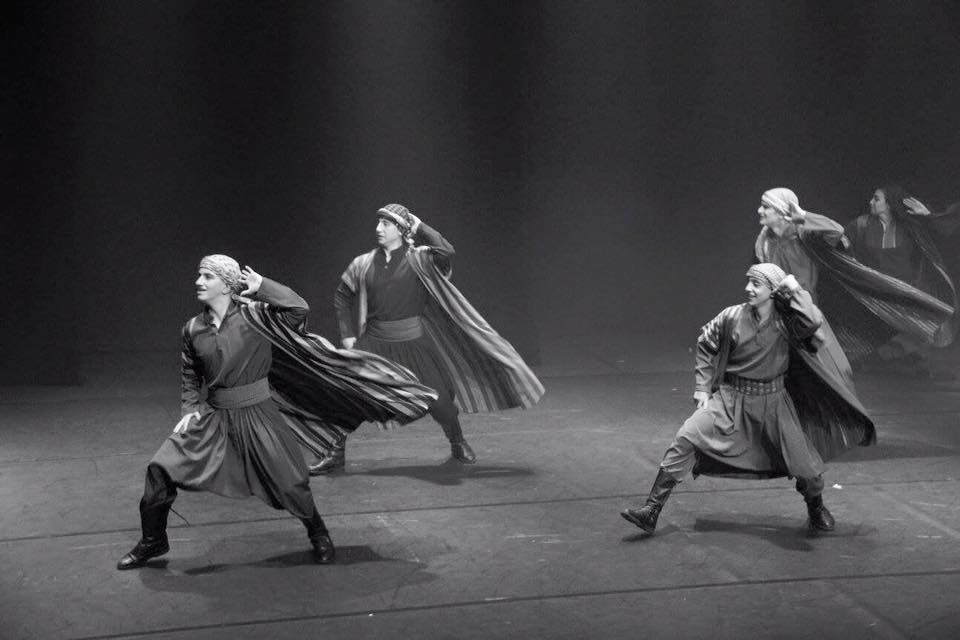
답케를 추는 남자 무용가들의 모습

답케 경연 대회나 공연은 다양한 문화를 가진 춤과 다양한 공연단이 함께 공연한다. 예를 들어 미국 버펄로 대학교에서 잘 알려진 축제인 인터내셔널 피에스타(International Fiesta)는 자신들의 문화적인 춤을 추는 여러 클럽들로 구성되어 있다. 이 대회는 통상적으로 봄에 해당되는 시기인 2월 말이나 3월 초에 버팔로 대학교 예술 센터 메인 무대 극장에서 학기마다 열린다. 또한 아랍 학생 기구가 참여하기 때문에 답케에 대한 문화적인 인식을 보여줄 수 있다.
많은 대학들이 아랍의 밤 또는 그 효과의 칭호라고 부르는 행사를 주최한다. 답케는 이러한 공연에 발생에서 무대(내부 또는 외부), 홀이나 외부 바깥쪽 바닥에서 펼쳐진다. 답케 춤에는 벨벨, 인젤, 솀멜, 탁시 등과 같은 다양한 스텝이 있다. 이들 스텝의 조합은 물론 가끔씩 점프와 턴을 하면서 춤을 완성한다.
미국에서는 그 전통이 사라지지 않고 본고장에서와 같은 장소에서 행해지고 있으며 아랍계 공동체 문화 센터와 미국 라말라 팔레스타인 연맹이 주최하는 연례 대회와 같은 대회에서 댄스 음악이 흔히 연주되고 있다.

## 세계 기록
레바논 두르엘슈에이르 마을의 무용단은 2011년 8월에 답케 세계 신기록을 세웠다. 이 무용단은 두르엘슈에이르 여름 축제에서 5,050개의 인간 사슬을 형성했고 현재 세계 기록을 보유하고 있다. 두르엘슈에이르에서 열린 답케 행사는 캐나다 몬트리올의 마르슬랭 윌슨 공원에서 5분 이상 연속으로 답케를 추던 4,475명의 인간 사슬을 만든 라 테 포플로리크 르 슈발리에 드방(La Thé Poplelorique Les Chevaliers deban)의 기록을 깼다.
두르엘슈에이르에서 열린 답케 행사는 캐나다 몬트리올에 위치한 마르셀린 윌슨 공원에서 4,475명의 인간 체인을 만들면서 5분 이상 연속으로 답케를 추었던 몬트리올의 레바논인 학생회인 톨라브(Tollab)가 '라 테 포플로리크 레 슈발리에 드방'(La The Poplelorique Les Chevaliers deban) 참여를 통해 세웠던 기록을 갱신했다. 톨라브는 이스라엘 아코에서 아랍계 이스라엘인 집단이 세운 2,743개의 기록을 갱신했는데 이전에는 캐나다 토론토에서 1,700개의 기록이 수립되었다.

## 같이 보기
- 시르타키

## 참고 문헌
- Adra, Najwa. "Middle East" The International Encyclopedia of Dance. Ed. Selma Jeanne Cohen and the Dance Perspectives Foundation. Oxford University Press, 2003.  Georgetown University.  3 December 2010
- Cohen, Dalia; Katz, Ruth (2006년). 《Palestinian Arab music: a Maqām tradition in practice》 삽화, 주석 달기판. University of Chicago Press. ISBN 978-0-226-11299-2.
- Kaschl, Elke. Dance and Authenticity in Israel and Palestine: Performing the Nation. Leiden & Boston, MA: Brill; 2003.
- Ladkani, Jennifer. "Dabke Music and Dance and the Palestinian Refugee Experience: On the Outside looking in." Ph.D. dissertation, Florida State University, 2001.
- McDonald, David A. "Poetics and the Performance of Violence in Israel/Palestine." Ethnomusicology. 53:1, Winter 2009.
- Rowe, Nicholas. "Dance and Political Credibility: The Appropriation of Dabkeh by Zionism, Pan-Arabism, and Palestinian Nationalism." Middle East Journal, 65.3 (2011): 363–80. Summer 2011. Web. 20 Mar. 2012. Print.
- Rowe, Nicholas. “Raising Dust: a Cultural History of Dance in Palestine.” Publisher London ; New York, NY : I.B. Tauris ; New York, NY : Palgrave Macmillan, 2010.
- Handelsman, JoEllen. 3, Dance Styles of the Middle East. “Near and Middle Eastern Dance Workbook.” 2nd ed. Tucson: Premium Source, 2012. 7. Print.